# Cal Moles
Cal Moles és una casa de Sant Agustí de Lluçanès (Osona) inclosa a l'Inventari del Patrimoni Arquitectònic de Catalunya.

## Descripció
Edifici format per dos cossos de planta rectangular en forma d'L. El cos principal és allargat, té dos pisos i el teulat a doble vessant lateral en relació amb la façana de la porta principal. Totes les obertures tenen llinda de pedra. El segon cos està afegit a la dreta de la porta principal. No es conserva cap data de construcció de l'edifici.

## Història
Tot i no conservar-se cap data de construcció de l'edifici l'estructura i els materials corresponen a la tipologia del segle xviii. L'antic nom de ca l'Escloper podria fer referència a l'ofici dels habitants de la casa. Aquesta ha estat restaurada i ara fa funcions de segona residència.